# نخر الشبكية الحاد
نخر الشبكية الحاد (بالإنجليزية: Acute Retinal Necrosis)‏ رمزه هو حالة التهابية طبية تصيب العين. وهي كما يُشير اسمها عبارة عن حدوث التهاب ناخر في شبكية العين. يبدأ الالتهاب بسبب الإصابة بفيروسات حلئية محددة، مثل فيروس جدري الماء النطاقي (في زد في) وفيروس الحلأ البسيط من النمطين الأول والثاني (إتش إس في 1 و 2) وفيروس إبشتاين – بار (إي بي في).
يُظهر عادةً الأشخاص المصابون بهذه الحالة احمرارًا في العين أو لطخات بيضاء أو بيضاء فاتحة، وهي عبارة عن بقع من نخر الشبكية. يمكن أن يترقى نخر الشبكية الحاد إلى حالات أخرى مثل التهاب العنبية وانفصال الشبكية، ويمكن أن يؤدي في نهاية المطاف إلى العمى.
وُصف المرض لأول مرة عام 1971 في اليابان. كان لدى أكيرا يوراياما وزملائه ستة مرضى ظهرت في حالاتهم علامات تدل على التهاب شبكية ناخر حاد والتهاب شرايين الشبكية والتهاب مشيمية العين، وانفصال شبكية متأخر البدء. أُطلِق على مجموع هذه الحالات اسم نخر الشبكية الحاد. وردت التقارير الأولى عن نخر الشبكية الحاد قرابة عام 1971. من غير الواضح ما إذا أُبلغ عنه سابقًا على أنه شيء آخر. أبلغ يوراياما وزملاؤه عن المرض الذي شاهدوه عند ستة مرضى يابانيين. ومنذ ذلك الحين، شُوهد المرض عند المرضى المصابين بمتلازمة نقص المناعة المكتسبة «الإيدز» والأطفال والأشخاص المضعفين مناعيًا. في عام 1978، أطلق يونغ وبيرد على المرض الذي يصيب كلتا العينين اسم نخر الشبكية الحاد ثنائي الجانب، رمزه (بي إيه آر إن).

## العلامات والأعراض
تظهر عادةً الأعراض والعلامات التالية لدى المرضى الذين يعانون من نخر الشبكية الحاد:
- عوائم العين.
- احمرار العين.
- ومضات.
- انخفاض حدة الرؤية.
- رهاب الضوء.

قد يعاني بعض المرضى من الألم، لكنه عرَض غير شائع. ستكون الإصابة لدى معظم المرضى في عين واحدة (نخر الشبكية الحاد أحادي الجانب)، ولكن يمكن مصادفة الحالة في كلتا العينين (نخر الشبكية الحاد ثنائي الجانب، بي إيه آر إن). أظهرت بعض الحالات ترقّي المرض ليصيب العين الأخرى في غضون شهر، إذا تُركت العين الأولى دون علاج. قد تتسبب المراحل المتقدمة كثيرًا من المرض العمى في العين المصابة بنخر الشبكية الحاد. رغم وجود المرض بحد ذاته، فقد لا يتضح التهاب الشبكية حتى عقود بعد ظهور العلامات الأولية.

## الأسباب
يحدث نخر الشبكية الحاد عند الأشخاص المخموجين بفيروسات الحلأ الكامنة التي أُعيد تفعيلها. ارتبطت الأسباب الأكثر شيوعًا للمرض بالإصابة بفيروس جدري الماء النطاقي وفيروس الحلأ البسيط من النمطين الأول والثاني والفيروس المضخم للخلايا على التوالي.
سُجلت حالات من نخر الشبكية الحاد عند المرضى المصابين بمتلازمة نقص المناعة المكتسبة «الإيدز»، والمرضى المضعفين مناعيًا وعند الأطفال. لا يقتصر المرض على جنس معين. سُجلت معظم الحالات عند البالغين الشباب، ولكن يمكن للأطفال وكبار السن أن يُصابوا أيضًا.
أظهرت واسمات جينية محددة عند القوقازيين في الولايات المتحدة ارتفاع خطر الإصابة بالمرض (من الأنماط النسيجية إتش إل إيه – دي كيو دبليو 7 وبي دبليو 62، ودي آر 4)، بالإضافة إلى الأنماط النسيجية إتش إل إيه – إيه دبليو 33 بي 44 ودي آر دبليو 6 عند السكان اليابانيين.

## الفيزيولوجيا المرضية
يتميز التظاهر السريري لنخر الشبكية الحاد عند الأفراد بمرحلتين منفصلتين كما هو موضح أدناه.

### المرحلة الحلئية الحادة
تتميز المرحلة الحلئية الحادة بارتشاح الجزيئات الفيروسية في شبكية العين والجسم الزجاجي ما يؤدي إلى حدوث ارتكاس التهابي. يؤدي كل من الجزيئات الفيروسية والخلايا وحيدة النواة في الجسم الزجاجي معًا إلى جعل شبكية العين كامدة اللون.  واستجابة لكل ما سبق، تنتشر الخلايا اللمفاوية والخلايا البلازمية في الجسم الزجاجي أيضًا.

### المرحلة الندبية المتأخرة
تشمل المرحلة الندبية المتأخرة من نخر الشبكية الحاد حدوث تغيرات في الطريقة التي يُنظم بها الجسم الزجاجي، وذلك بسبب الارتشاح الخلوي الذي شُوهد في المرحلة السابقة. قد تتشكل الأغشية المقلصة في الجسم الزجاجي وأعلى الشبكية النخرية الرقيقة. يعاني غالبية المرضى المصابين بنخر الشبكية الحاد من انفصال في شبكية العين المصابة.